# Karel Traugott Skrbenský z Hříště
Karel Traugott Erdmann svobodný pán Skrbenský z Hříště (8. září 1716, Šenov – 28. února 1790, Hošťálkovy) byl slezský šlechtic z rodu Skrbenských z Hříště, přísedící zemského soudu knížectví Opavského, mecenáš umění a majitel panství Hošťálkovy (1768–1790).

## Život
Narodil se do rodiny Karla Františka Skrbenského z Hříště (1684–1768), přísedícího zemského soudu knížectví Těšínského a jeho manželky Heleny Markéty Skrbenské z Hříště (1693–1754). Po otcově smrti zdědil panství a zámek v Hošťálkovech na Krnovsku, který dal nákladně přestavět. Interiéry byly rokokově upraveny, dekorovány freskami a chinoiseriemi. Součástí přestavby byla rovněž nová zámecká kaple, zkrášlená umělým mramorem a vyzdobená freskovou výmalbou. V Hošťálkovech si Karel Traugott až do své smrti vydržoval hudební kapelu, v níž roku 1765 působil i slezský hudební skladatel Josef Puschmann. Kariérně se uplatnil jako přísedící zemského soudu knížectví Opavského.
Dne 2. prosince 1740 se oženil s Marií Gabrielou svobodnou paní von Poppen (1722–1786), s níž měl dcery Annu Marii (prov. von Neuhaus), Marii Gabrielu (prov. Cseleste von Cselestin), Marii Helenu, Marii Henriku, Marii Maxmiliánu (prov. Sobkovou z Kornic), Marii Vincencii a syny Karla Traugotta (1746–1783) a Vincence Františka, jenž umřel ještě v dětství. Po smrti staršího syna Karla Traugotta převzal panství Štemplovec u Opavy, které pak spolu s Hošťálkovy odkázal svému vnukovi Karlovi Traugottovi (1781–1838).
Sám Karel Traugott Skrbenský z Hříště zemřel 26. února 1790 v Hošťálkovech a pohřben byl vedle ostatků své zesnulé manželky při hošťálkovském kostele Archanděla Michaela. O dva roky později byl nad jejich hroby, nákladem pozůstalých dcer, vztyčen masivní pískovcový klasicistní náhrobek, zhotovený bruntálským sochařem Amandem Straussem. Součástí náhrobku jsou také medailony s výrazně individualizovanými podobiznami Karla Traugotta a jeho manželky Marie Gabriely von Poppen.